# Yota
Yota（俄语：Йота）是一家俄羅斯行動寬頻服務提供商和智能手機製造商，

## 历史
成立於2007年，2008年秋開始在莫斯科及聖彼得堡部署WiMAX網絡，是該國最早的WiMAX供應商之一。2010年開始計劃加入LTE。此外該公司也涉足手機生產，例如正面採用標準OLED面板但背面附著一個電子紙螢幕的雙螢幕YOTA PHONE手機，使得這款手機同時擁有普通手機和电子书阅读器的功能和優點。

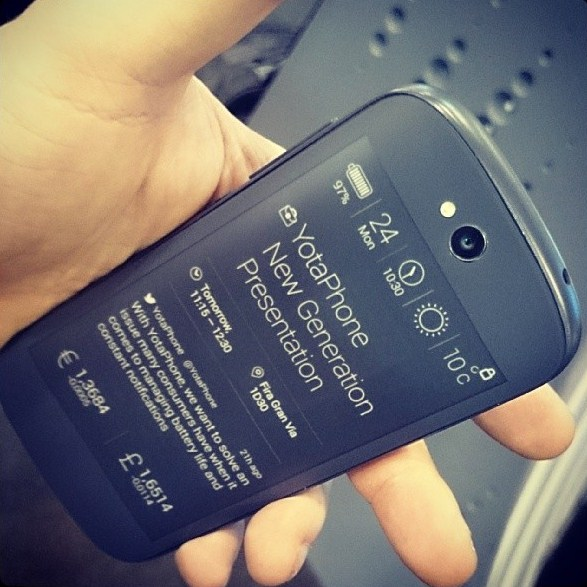
YOTAPHONE 2

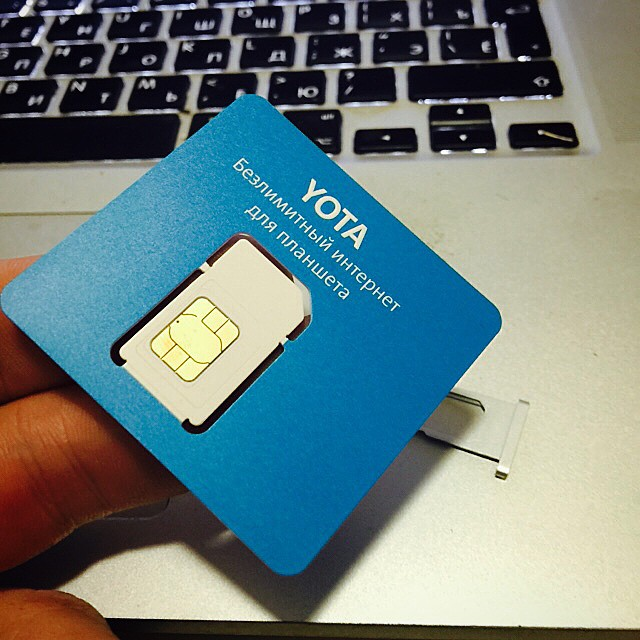
Yota的sim卡